# La vita fugge, et non s’arresta una hora
La vita fugge, et non s’arresta una hora è la duecentosettantaduesima lirica (RVF 272), nonché il sonetto CCXXXI (231), del Canzoniere di Francesco Petrarca, nel Canzoniere Laura è morta da poco, il trascorrere del tempo incombe ormai come un problema fondamentale per l’Io. L’idea della morte percorre tutto il componimento.

## Testo e parafrasi
| Testo | Parafrasi |
| --- | --- |
| La vita fugge, et non s’arresta una hora, et la morte vien dietro a gran giornate, et le cose presenti et le passate mi dànno guerra, et le future anchora; e ’l rimembrare et l’aspettar m’accora, or quinci or quindi, sí che ’n veritate, se non ch’i’ ò di me stesso pietate, i’ sarei già di questi penser’ fòra. Tornami avanti, s’alcun dolce mai ebbe ’l cor tristo; et poi da l’altra parte veggio al mio navigar turbati i vènti; veggio fortuna in porto, et stanco omai il mio nocchier, et rotte arbore et sarte, e i lumi bei che mirar soglio, spenti. | La vita scorre, e non si ferma un’ora, e la morte viene dietro velocemente, le cose presenti e passare mi fanno guerra, a anche quelle future e il ricordare e l’attendere mi affliggono, da un lato e dall’altro, tanto che, in verità se non avessi compassione di me stesso, mi sarei già liberato di questi pensieri. Mi torna in mente, se mai qualche piacere ebbe il mio cuore triste; e poi dall’altra parte vedo venti contrati nella mia navigazione; vedo tempesta in prossimità della meta, e il mio nocchiere ormai stanco, e rotto l’albero e le sartie, e spenti i begli occhi che ero solito guardare. |

## Struttura metrica
Il sonetto è costituito da 14 versi, divisi in quattro strofe: 2 quartine e 2 terzine. Le rime sono costituite secondo lo schema metrico ABBA-ABBA; CDE-CDE.